# Нижнее Самойлово
 Нижнее Самойлово  — деревня в Шарангском районе Нижегородской области в составе Роженцовского сельсовета.

## География
Расположена на расстоянии примерно 16 км на юг по прямой от районного центра поселка Шаранга.

## История
Упоминается с 1891 года как починок Нижне-Самойловский, в 1905 дворов 20 и жителей 162, в 1926 (деревня Нижнее Самойлово) 26 и 130, в 1950 29 и 105. Деревня образовалась в 1859—1860 годах. Название деревне было дано по фамилии первых жителей братьев Самойловых, которые приехали в эти места из-под Котельнича. Работали колхоз «Страна Советов», совхоз «Кушнурский», товарищество «Ивановское».

## Население
Постоянное население составляло 2 человека (русские 100 %) в 2002 году, 3 в 2010.